# Rio Almălău
O Rio Almălău é um rio da Romênia afluente do rio Danúbio, localizado no distrito de Constanţa.